# Dasycrotapha speciosa
Timali-flamejante ou zaragateiro-precioso (Dasycrotapha speciosa) é uma espécie de ave da família Timaliidae.
É endémica das Filipinas.
Os seus habitats naturais são: florestas subtropicais ou tropicais húmidas de baixa altitude.
Está ameaçada por perda de habitat.